# Lijst van nummer 1-albums in de Billboard 200 in 2011
Onderstaande albums stonden in 2011 op nummer 1 in de Billboard 200, de bekendste Amerikaanse albumlijst.
| Datum        | Artiest            | Titel                            |
| ------------ | ------------------ | -------------------------------- |
| 8 januari    | Taylor Swift       | Speak Now                        |
| 15 januari   | Taylor Swift       | Speak Now                        |
| 22 januari   | Taylor Swift       | Speak Now                        |
| 29 januari   | Cake               | Showroom of Compassion           |
| 5 februari   | The Decemberists   | The King Is Dead                 |
| 12 februari  | Amos Lee           | Mission Bell                     |
| 19 februari  | Nicki Minaj        | Pink Friday                      |
| 26 februari  | Various artists    | Now That's What I Call Music! 37 |
| 5 maart      | Justin Bieber      | Never Say Never: The Remixes     |
| 12 maart     | Adele              | 21                               |
| 19 maart     | Adele              | 21                               |
| 26 maart     | Lupe Fiasco        | Lasers                           |
| 2 april      | Adele              | 21                               |
| 9 april      | Chris Brown        | F.A.M.E.                         |
| 16 april     | Britney Spears     | Femme Fatale                     |
| 23 april     | Adele              | 21                               |
| 30 april     | Foo Fighters       | Wasting Light                    |
| 7 mei        | Adele              | 21                               |
| 14 mei       | Adele              | 21                               |
| 21 mei       | Adele              | 21                               |
| 28 mei       | Adele              | 21                               |
| 4 juni       | Adele              | 21                               |
| 11 juni      | Lady Gaga          | Born This Way                    |
| 18 juni      | Lady Gaga          | Born This Way                    |
| 25 juni      | Adele              | 21                               |
| 2 juli       | Bad Meets Evil     | Hell: The Sequel                 |
| 9 juli       | Jill Scott         | The Light of the Sun             |
| 16 juli      | Beyoncé            | 4                                |
| 23 juli      | Beyoncé            | 4                                |
| 30 juli      | Blake Shelton      | Red River Blue                   |
| 6 augustus   | Adele              | 21                               |
| 13 augustus  | Eric Church        | Chief                            |
| 20 augustus  | Adele              | 21                               |
| 27 augustus  | Jay-Z & Kanye West | Watch the Throne                 |
| 3 september  | Jay-Z & Kanye West | Watch the Throne                 |
| 10 september | The Game           | The R.E.D. Album                 |
| 17 september | Lil' Wayne         | Tha Carter IV                    |
| 24 september | Lil' Wayne         | Tha Carter IV                    |
| 1 oktober    | Lady Antebellum    | Own the Night                    |
| 8 oktober    | Tony Bennett       | Duets II                         |
| 15 oktober   | J. Cole            | Cole World: The Sideline Story   |
| 22 oktober   | Scotty McCreery    | Clear as Day                     |
| 29 oktober   | Evanescence        | Evanescence                      |
| 5 november   | Adele              | 21                               |
| 12 november  | Coldplay           | Mylo Xyloto                      |
| 19 november  | Justin Bieber      | Under the Mistletoe              |
| 26 november  | Mac Miller         | Blue Slide Park                  |
| 3 december   | Drake              | Take Care                        |
| 10 december  | Michael Bublé      | Christmas                        |
| 17 december  | Michael Bublé      | Christmas                        |
| 24 december  | Michael Bublé      | Christmas                        |
| 31 december  | Michael Bublé      | Christmas                        |

1945 ·
1946 ·
1947 ·
1948 ·
1949 ·
1950 ·
1951 ·
1952 ·
1953 ·
1954 ·
1955 ·
1956 ·
1957 ·
1958 ·
1959 ·
1960 ·
1961 ·
1962 ·
1963 ·
1964 ·
1965 ·
1966 ·
1967 ·
1968 ·
1969 ·
1970 ·
1971 ·
1972 ·
1973 ·
1974 ·
1975 ·
1976 ·
1977 ·
1978 ·
1979 ·
1980 ·
1981 ·
1982 ·
1983 ·
1984 ·
1985 ·
1986 ·
1987 ·
1988 ·
1989 ·
1990 ·
1991 ·
1992 ·
1993 ·
1994 ·
1995 ·
1996 ·
1997 ·
1998 ·
1999 ·
2000 ·
2001 ·
2002 ·
2003 ·
2004 ·
2005 ·
2006 ·
2007 ·
2008 ·
2009 ·
2010 ·
2011 ·
2012 ·
2013 ·
2014 ·
2015 ·
2016 ·
2017 ·
2018 ·
2019
- Nederland
- Nederland (Album Top 40)
- Vlaanderen
- Verenigde Staten